# Alice Hirose
Alice Hirose (広瀬 アリス, Hirose Arisu), née le 11 décembre 1994 à Shizuoka (Japon), est une actrice japonaise.

## Filmographie sélective

### Cinéma
- 2009 : Kamen Rider × Kamen Rider, W & Decade : MOVIE Taisen 2010 (仮面ライダー×仮面ライダー W&ディケイド MOVIE大戦2010, Kamen Raidā Kamen Raidā, Daburu Ando Dikeido : Mūbī Taisen Nisen-Jū?) de Ryuta Tasaki : Misaki Yuriko (Denpa Ningen Tackle)
- 2017 : Shinjuku Swan 2 (新宿スワン II?) de Sion Sono
- 2018 : The Travelling Cat Chronicles (旅猫リポート, Tabineko Ripoto?) de Kōichirō Miki
- 2019 : Doraemon : L'Exploration de la surface lunaire de Nobita (映画ドラえもん のび太の月面探査記?) de Shinnosuke Yakuwa
- 2022 : Bubble (バブル, Baburu?) de Tetsurō Araki